# Viralata
Viralata es una novela del escritor uruguayo Fabián Severo, publicada en 2015. En 2017 obtuvo el Premio Nacional de Literatura, otorgado por el Ministerio de Educación y Cultura de Uruguay, en la categoría «Narrativa, Obras éditas».

## Reseña
Empleando la variedad lingüística del portuñol, la novela intenta reflejar la identidad de algunos habitantes de la frontera en el norte uruguayo, mezclada entre la cultura brasileña y la uruguaya. Viralata realiza una revalorización de esta variante lingüística en un país con un imaginario monolingüe. El nombre de la novela hace referencia a los "viralatas", término del portuñol para designar a los perros mestizos. El narrador utiliza esta referencia para caracterizar la identidad indefinida del sujeto fronterizo y su cultura híbrida, como en el siguiente pasaje:
La frontera tiene hocico de pequinés con patas de hierro, cola de barbilla con orejas de viento, mirada de ovejero con la tristeza de los cachorrito que mueren en la ruta, isperando que regrese la pessoa que los dejo tirado en una caja. La frontera es viralata. Tiene el pelo lacio de un país y la cara preta del otro. (p. 174)
A través de varios microrrelatos narrados en prosa poética, Fabi, narrador y protagonista, presenta los acontecimientos que formaron parte de su historia como habitante de Artigas, ciudad natal del propio autor. La novela gira en torno a las memorias de familiares, vecinos y personajes del pueblo. Severo describe su geografía de frontera, caracterizada por la ausencia y el abandono, que incide sobre la vida de sus pobladores.

## Adaptaciones
A fines de 2018 se estrenó una adaptación dramática de la novela, representada en el Teatro El Galpón.